# Projeto RepRap

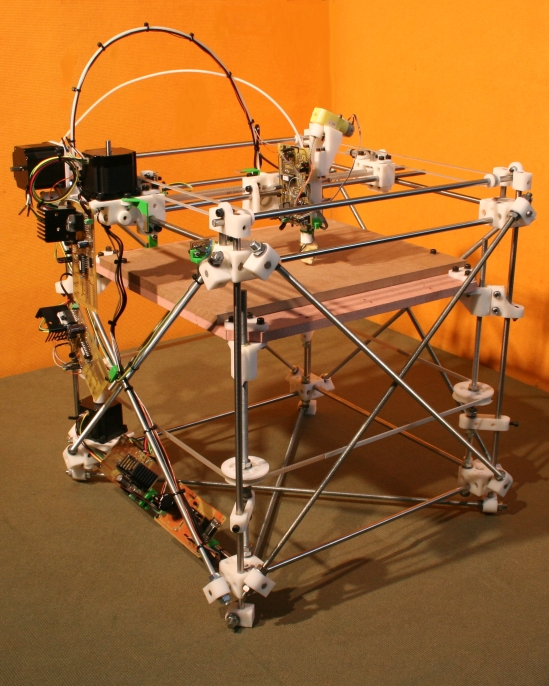
RepRap versão 1.0 (Darwin)

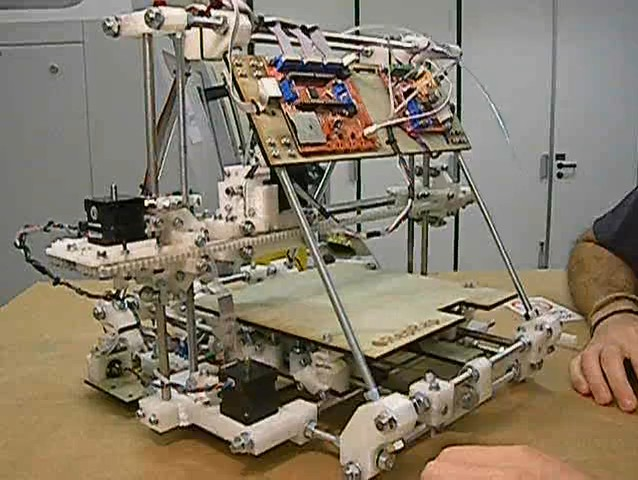
RepRap versão 2.0 (Mendel)

O Projeto RepRap é uma iniciativa que surgiu em 2004 na Inglaterra, com o objetivo de criar impressoras 3D com capacidade para ser usada para prototipagem e fabricação rápidas dos seus próprios componentes de plástico. Como essas impressoras são um tipo de prototificador rápido capaz de imprimir os artefatos tridimensionais de sua própria estrutura, elas são classificadas como máquina auto-replicadora. Os autores originais têm a autorreplicação como o principal objetivo desse projeto de criação de impressoras 3D. É esta característica que o distingue do similar projeto Fab@Home.
Devido a essa característica de auto-reprodução dos próprios componentes da máquina e a utilização de padrões de um projeto de Hardware livre, os criadores e toda comunidade internacional ligada ao projeto RepRap visam a possibilidade de criar distribuições e unidades baratas de impressoras 3D com o intuito de permitir que pessoas criem (ou façam o download da internet) modelos de produtos complexos e artigos, sem a necessidade de uma infraestrutura industrial. Também estimam que o projeto eventualmente acabe por evoluir sempre, aumentando exponencialmente em número de versões.  Já existem mais de 16 modelos derivados da primeira versão de impressora do projeto: a Darwin 3D Printer. Isto, em teoria, torna esse projeto em uma poderosa tecnologia disruptiva.

## Ver tambem
- Movimento Maker
- Arduino
- Hardware livre